# Jan Władyka
Jan Władysław Władyka (ur. 27 sierpnia 1896 w Stanisławowie, zm. 2 listopada 1967 w Krakowie) – pułkownik saperów Wojska Polskiego, kawaler Orderu Virtuti Militari.

## Życiorys
Jan Władysław Władyka urodził się 27 sierpnia 1896 roku w Stanisławowie, w rodzinie Piotra Pawła Władyki i Anieli z Gołębiowskich. W latach 1902–1906 uczęszczał we Lwowie do Szkoły Powszechnej im. świętego Antoniego, a od 1906 do 1913 uczęszczał do II Wyższej Szkoły Realnej we Lwowie i tam zdał egzamin dojrzałości, po czym wstąpił na Politechnikę Lwowską. We wrześniu 1916 roku został powołany do służby w armii austriackiej i do 15 lutego 1917 służył w 30 pułku piechoty jako jednoroczny ochotnik. Po kursie w Szkole Oficerskiej „Jagerdorf” skierowano go na front południowy. Był dowódcą plutonu w 30 pułku piechoty na froncie w Serbii, w październiku 1918 dostał się do niewoli serbskiej i do 15 IV 1919 przebywał w obozie jenieckim w Salonikach.
Od kwietnia 1919 roku był w Wojsku Polskim, początkowo jako członek misji wojskowej francusko-polskiej we Włoszech, a od 28 września 1919 roku znalazł się w 4 pułku inżynieryjnym, gdzie był dowódcą plutonu w 13 batalionie saperów Grupy generał Franciszka Krajowskiego. W 1920 roku krótko służył w kompanii saperów 7 Dywizji Strzelców Armii gen. Hallera, po czym został przeniesiony do 18 batalionu saperów w 3 pułku saperów na stanowisku dowódcy kompanii i następnie adiutanta batalionu odbył całą kampanię bolszewicką.
Z dniem 20 sierpnia 1922 roku został przeniesiony do 1 pułku saperów, w którym pełnił służbę kolejno na stanowiskach: dowódcy kompanii, adiutanta batalionu oraz komendanta składów i warsztatów pułku. W 1923 roku ukończył Kurs Doskonalenia Oficerów w Kościuszkowskim Obozie Szkolnym Saperów w Warszawie. W styczniu 1924 roku został przeniesiony do 5 pułku saperów w Krakowie, w którym pełnił obowiązki referenta mobilizacyjnego, dowódcy XXI batalionu saperów i dowódcy batalionu szkolnego. W grudniu 1929 roku został przeniesiony do 5 batalionu saperów w Krakowie, a we wrześniu 1930 roku do dowództwa 21 Dywizji Piechoty Górskiej w Bielsku na stanowisko szefa saperów. W październiku 1931 roku powrócił do 5 batalionu saperów na stanowisko oficera sztabu do spraw wyszkolenia. W 1935 roku objął obowiązki zastępcy dowódcy VI batalionu saperów, a w latach 1937–1939 dowodził batalionem szkolnym w Szkole Podchorążych Saperów w Warszawie. W kampanii wrześniowej 1939 roku dowodził 6 batalionem saperów, z którym walczył między innymi w bitwie pod Pszczyną. 21 września 1939 w wyniku kapitulacji 6 Dywizji Piechoty w rejonie Tomaszowa Lubelskiego dostał się do niewoli niemieckiej. Od 1 października 1939 roku przebywał w obozie jenieckim w Braunschweig, od 15 kwietnia 1940 roku w Woldenbergu i od 15 sierpnia 1940 roku w Ostrzeszowie, z którego uciekł 21 lutego 1941 roku.
W marcu 1941 roku przedostał się do Warszawy, gdzie wstąpił do Związku Walki Zbrojnej. Od października 1941 roku został skierowany do Obszaru Lwowskiego AK. Dowodził Kedywem w oddziale „Orzecha” – pseudonim „Adaś”. W 1944 roku był w oddziale „Lutni” jako dowódca „Oddział VIII kryptonim „Margiel” – pseudonim „Łopot”. Szef Sztabu, a następnie komendant Obszaru Lwowskiego „Nie” od lutego 1945 do października 1945 roku – pseudonim „Janina” „Rajgras II”, „Zygfryd” vel Jan Korytowski, Jan Michalski. Od października 1945 roku w Krakowie, gdzie zamieszkał przy ul. Juliusza Lea nr 10/6. Od 1946 do 1948 roku pracował jako współwłaściciel i główny księgowy hurtowni owoców przy ul. Skałecznej 4. Jednocześnie utrzymywał kontakty z komendantami okręgów Lwów i Tarnopol działających w ramach Zrzeszenia Wolność i Niezawisłość. W październiku 1948 roku zatrzymany przez funkcjonariuszy Sekcji II Wydziału III WUBP Kraków i przewieziony do Warszawy. W lutym 1950 roku skazany na karę 15 lat więzienia. Więziony na Mokotowie, potem od września 1950 roku w Rawiczu. W czerwcu 1954 roku z powodu ciężkiej choroby otrzymał roczny urlop w odbywaniu kary, który przedłużano mu jeszcze dwukrotnie, a 21 maja 1956 roku Sąd Wojewódzki w Warszawie złagodził mu karę na podstawie amnestii z 27 kwietnia 1956 roku do 5 lat więzienia uznając jednocześnie karę za odbytą. Zwolniony z więzienia 13 czerwca 1956 roku. Zamieszkał w Krakowie. W marcu 1960 roku sąd uniewinnił go ze stawianych mu zarzutów i tym samym zrehabilitował. Został pochowany na cmentarzu wojskowym przy ul. Prandoty w Krakowie 7 września 1977 (kw. 8 wojsk.-6-15).

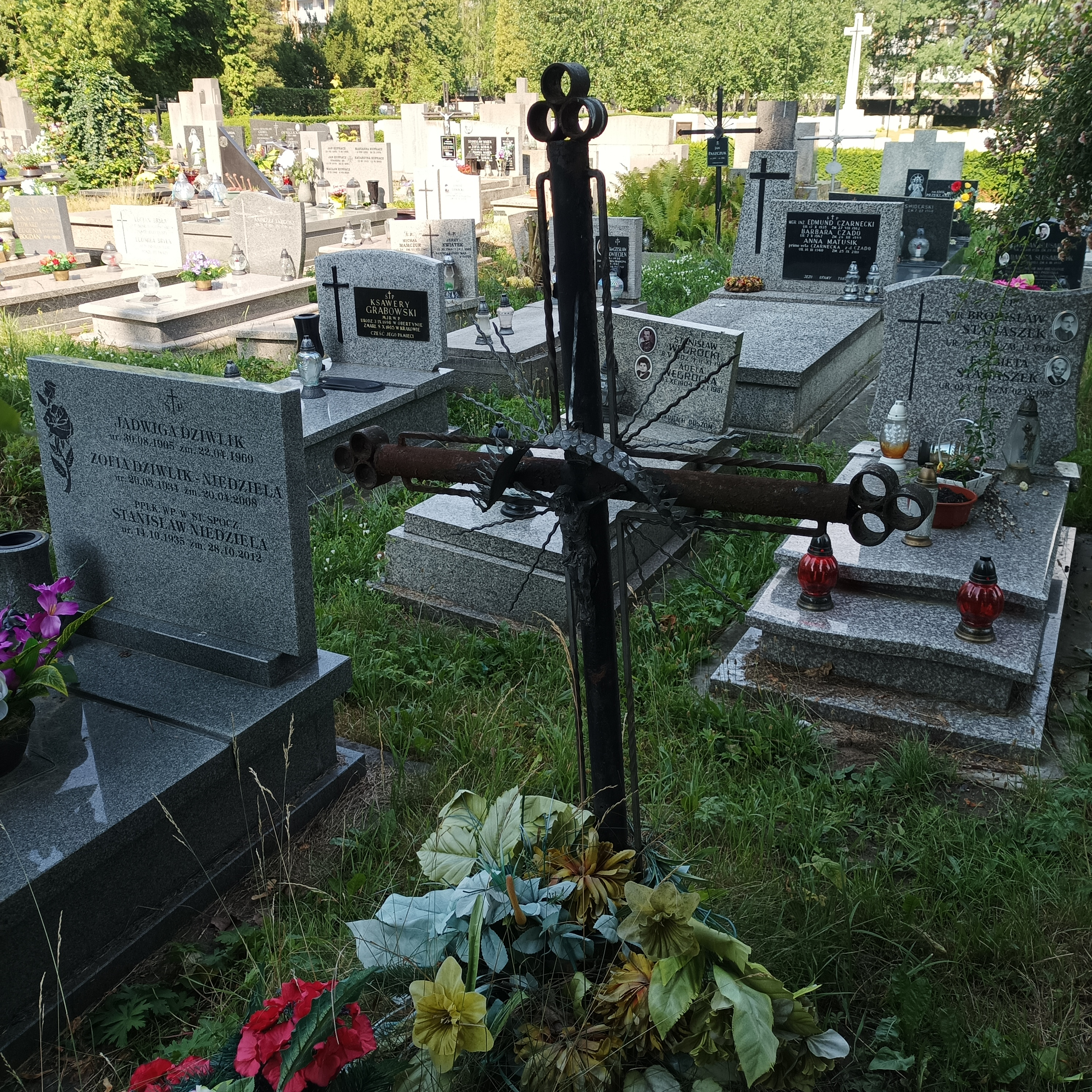
Grób płka Jana Władyki na cmentarzu wojskowym przy ul. Prandoty w Krakowie (lipiec 2022)

## Awanse
- porucznik – 3 maja 1922 roku zweryfikowany ze starszeństwem z dniem 1 czerwca 1919 roku i 93. lokatą w korpusie oficerów inżynierii i saperów[13]
- kapitan – 31 marca 1924 roku ze starszeństwem z dniem 1 lipca 1923 roku i 55. lokatą w korpusie oficerów inżynierii i saperów[14][15]
- major – 27 czerwca 1935 roku ze starszeństwem z dniem 1 stycznia 1935 roku i 7. lokatą w korpusie oficerów inżynierii i saperów[16]
- podpułkownik – 11 listopada 1942
- pułkownik – 3 maja 1945

## Ordery i odznaczenia
- Krzyż Złoty Orderu Wojskowego Virtuti Militari – 1939
- Krzyż Srebrny Orderu Wojskowego Virtuti Militari – 1922 nr 8190[17]
- Krzyż Walecznych – trzykrotnie
- Srebrny Krzyż Zasługi z Mieczami
- Złoty Krzyż Zasługi
- Srebrny Krzyż Zasługi – 1934[18]
- Krzyż Oficerski orderu Gwiazdy Rumunii” – 1939
- Kawaler Legii Honorowej

## Opinie
- W opinii o nim napisano m.in.: silny charakter, odważny, obowiązkowy, ambitny, inteligentny, wzorowy, posiada dużą wiedzę specjalistyczną i dobry zmysł organizacyjny. 
 /-/ gen.Kossakowski

## Życie rodzinne
- Żonaty dwukrotnie: po raz pierwszy z Mieczysławą Martą ze Szczuckich Machałową, z którą miał córkę Joannę, po raz drugi z Joanną Wallisch, z tego małżeństwa dzieci nie posiadał. Miał braci Józefa i Stanisława.